# Service desk
Service desk nebo ServiceDesk značí jediné kontaktní místo mezi poskytovatelem IT služeb a uživateli. Český ekvivalent servisní přepážka se skoro neužívá. Typický Service desk spravuje incidenty a servisní požadavky a také se věnuje komunikaci s uživateli.
Jsou zde zaznamenány a spravovány veškeré incidenty, změnové požadavky a problémy. Z pohledu uživatele jde o kontaktní centrum, kde může hlásit své požadavky a kde mu budou poskytnuty vysoce kvalitní služby v rozumném čase.

## Správa IT služeb
ITIL je sbírka osvědčených postupů, založená na procesním řízení organizací. V oblasti správy služeb IT (ITSM) je primární IT funkcí právě středisko služeb a jeho obvyklou součástí je Help desk.
Účelem je poskytnout jednotné kontaktní místo nebo servisní bod (SPOC, z anglického Single Point of Contact) za účelem splnění komunikačních potřeb uživatelů i zaměstnanců IT 
a také k uspokojení potřeb jak zákazníků, tak také poskytovatelů IT. Pojem „Uživatel“ zde označuje skutečného uživatele služby, „Zákazník“ zde označuje entitu, která za službu platí. Přístup ITIL považuje servisní středisko za ústřední kontaktní bod mezi poskytovateli provozních služeb a uživateli / zákazníky. Je také ústředním bodem pro hlášení incidentů (narušení nebo potenciální narušení dostupnosti nebo kvality služby) a místem, kde uživatelé podávají žádosti o služby (rutinní požadavky na poskytnutí služby).
Servisní středisko obvykle sdružuje i další činnosti ITSM, například řízení požadavků na služby, správu incidentů, správu znalostí, samoobslužné návody a reporting. Obvykle existují silné vazby na problémový management a změnové řízení. Servisní přepážky mohou poskytovat více či méně služeb, ale podstatné je, že se jedná o robustní, na služby a na zákazníka zaměřený způsob poskytování IT pomoci.

## Help desk
ITIL považuje call centrum, kontaktní centrum nebo helpdesk za omezený druh Service Desku, který poskytuje pouze část toho, co může Service desk nabídnout. Service desk má širší přístup zaměřený na uživatele. Je navržen tak, aby uživateli poskytoval informované jediné kontaktní místo pro všechny IT požadavky. Service desk se snaží integrovat obchodní procesy do infrastruktury řízení služeb. Kromě aktivního sledování a vlastnictví incidentů a otázek uživatelů a poskytování komunikačního kanálu pro další disciplíny správy služeb s komunitou uživatelů poskytuje servisní oddělení také rozhraní pro další činnosti, jako jsou změnové požadavky zákazníka, jednání s externími firmami v případě smlouvy o údržbě, licencování softwaru atd.
Zatímco hlavním zaměřením helpdesku je pouze oprava problému, hlavním zaměřením Service desku je poskytování služeb svým zákazníkům nebo uživatelům. U servisních přepážek je kladen trvalý důraz na poskytování služeb a orientaci na zákazníka, což u helpdesků chybí. Je ovšem pravda, že co je pro jednoho helpdesk, může být pro druhého service desk, organizace si mohou nazvat svoji IT podporu jak chtějí.